# Швечки окръг
Швечки окръг (на полски: Powiat świecki) е окръг в Северна Полша, Куявско-Поморско войводство. Заема площ от 1474,18 км2. Административен център е град Швече.

## География
Окръгът се намира в историческата област Померелия. Разположен е в северната част на войводството.

## Население
Населението на окръга възлиза на 99 942 души (2012 г.). Гъстотата е 68 души/км2.

## Административно деление
Административно окръгът е разделен на 11 общини.
Градско-селски общини:
- Община Нове
- Община Швече

Селски общини:
- Община Буковец
- Община Варлюбе
- Община Джичим
- Община Драгач
- Община Йежево
- Община Лняно
- Община Оше
- Община Прушч
- Община Швекатово

## Фотогалерия
- Нове
- Швече